# Ishii-Schleuse

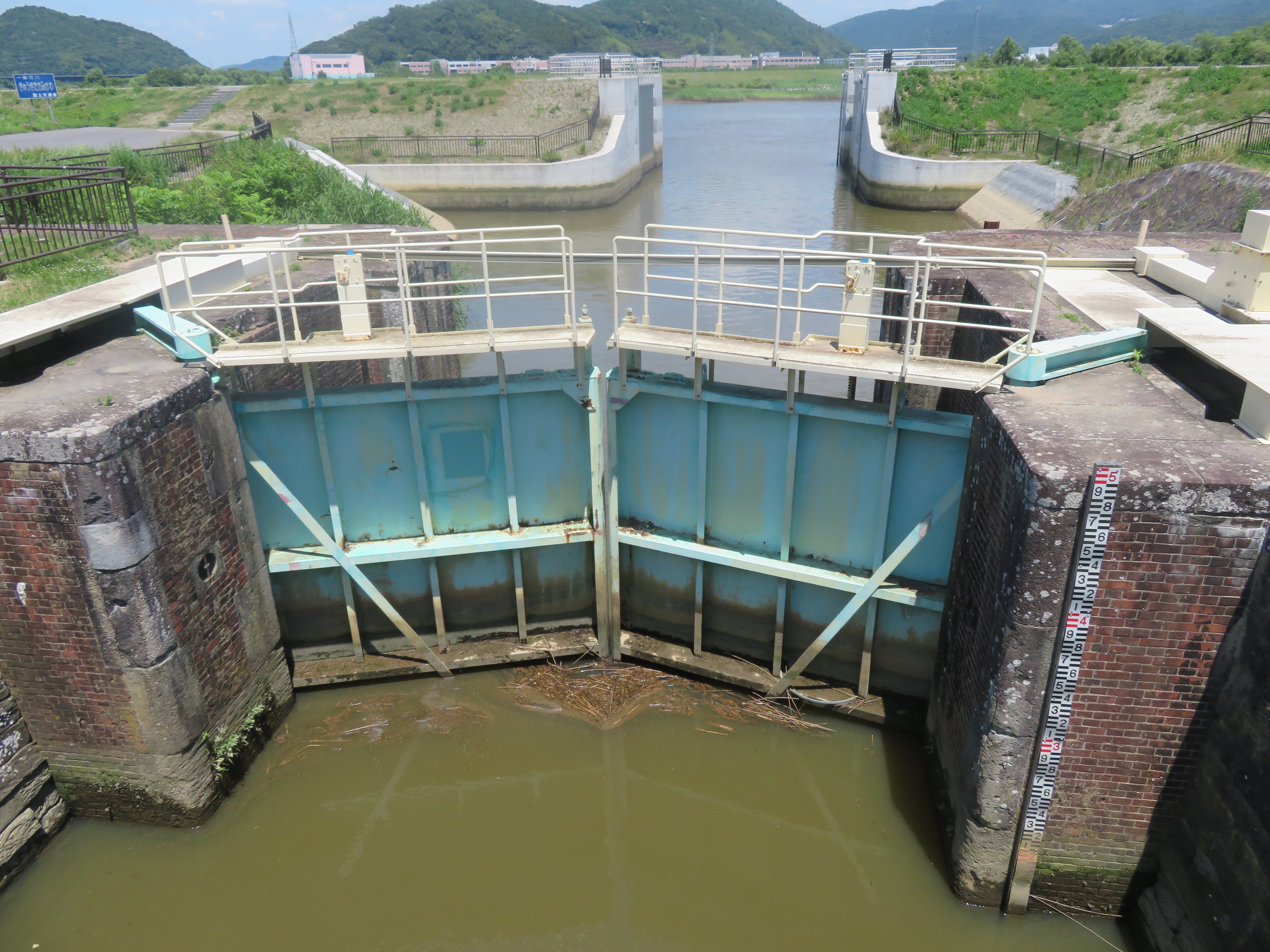
Ishii-Schleuse (2002)

Die Ishii-Schleuse (japanisch 石井閘門 Ishii kōmon) ist ein Wasserstraßenbauwerk, das 2002 in die Liste der wichtigen Kulturgüter Japans aufgenommen wurde.
Es ist die erste Schleuse, die in Japan jemals gebaut wurde. Erbaut nach den Plänen und unter der Anleitung des Niederländers Cornelis Johannes van Doorn in den Jahren von 1878 bis 1880, verbindet sie einen Kanal mit dem Kitakami in Ishinomaki (Präfektur Miyagi). Die Schleuse verfügt über eine Länge von 50,6 Metern, ist 8,6 Meter breit und wurde von zirka 2.000 Arbeitern mit schätzungsweise 500.000 roten Ziegelsteinen erbaut. Die ursprünglich aus Holz gefertigten Schleusentore wurden 1966 durch 5,9 Meter hohe Stahltore ersetzt.
Zum Gedenken an van Doorn errichtete die Stadt Kōriyama 1931 an der Ishii Schleuse neben dem Schleusentor eine Bronzestatue.

## Nachweise
1. ↑  Database of Registered National Cultural Properties. Bunka-chō (Amt für kulturelle Angelegenheiten), 23. Mai 2002, abgerufen am 27. August 2020 (japanisch).

Koordinaten: 38° 26′ 48″ N, 141° 17′ 28″ O